# Herbert Boehm
Herbert Boehm (* 24. August 1894 in Dorpat; † 6. November 1954 in Frankfurt am Main) war ein deutscher Architekt, Stadtplaner und Baubeamter. Er arbeitete vornehmlich in Breslau und Frankfurt.

## Leben
Boehm studierte Architektur an der Technischen Hochschule Darmstadt bei Friedrich Pützer, an der Technischen Hochschule Charlottenburg bei German Bestelmeyer sowie an der Technische Hogeschool van Delft.
Nach dem Ersten Weltkrieg ging er nach Breslau, wo 1921 in der Schlesischen Landesgesellschaft seine langjährige Zusammenarbeit mit Ernst May begann. Als May 1925 nach Frankfurt am Main als Stadtbaurat berufen wurde, folgte ihm Boehm und wurde dort Dienststellenleiter des Stadtbauamtes. Gemeinsam erstellten sie bis 1928 den Generalbebauungsplan der Stadt sowie planten die einzelnen Siedlungen des „Neuen Frankfurts“. Nach dem Fortgang von May behielt er die Betreuung der städtischen Bauleitplanung sowie arbeitete an der Vorbereitung der Altstadtsanierung.
Im Herbst 1936 kehrte Boehm nach Breslau zurück, wo er als Leiter des Stadterweiterungsamtes und Oberbaurat unter dem Stadtbaurat für Städtebau Günther Trauer Bebauungspläne, insbesondere für die Baublöcke der Altstadt erarbeitete. Des Weiteren plante er öffentliche Bauten und arbeitete u. a. mit Rudolf Stein und Richard Konwiarz zusammen. Von 1941 bis zum Ende des Zweiten Weltkriegs war er Stadtbaurat (Baudezernent) in der nordpolnischen Stadt Gdynia, die in das „Dritte Reich“ eingegliedert und auf Gotenhafen umbenannt wurde.
1945 flüchtete Boehm vor der vorrückenden Roten Armee aus Gotenhafen nach Frankfurt am Main, wo er zunächst freiberuflich als Architekt tätig war. 1947 trat er wieder in städtische Dienste als Baubeamter und Stellvertreter des Baudirektors Werner Hebebrand ein. Am 1. Oktober 1949 wurde Boehm als Nachfolger Hebebrands Baudirektor und Leiter des Stadtplanungsamtes und blieb bis zu seinem Tod 1954 im Amt.
Nach Herbert Boehm wurde eine Straße in Frankfurt-Niederrad benannt.

## Werk (Auswahl)
- 1922: städtebaulicher Wettbewerbsentwurf Groß-Breslau, Motto „Trabanten“ (in Zusammenarbeit mit Ernst May)
- 1926–1929: Siedlung Praunheim, Frankfurt (in Zusammenarbeit mit Ernst May u. a.)
- 1929–1931: Siedlung Westhausen, Frankfurt (in Zusammenarbeit mit Ernst May u. a.)
- 1936–1945: Lazarett in Breslau (jetzt Militärklinikum an der ulica Rudolfa Weigla)[5]:S. 56–57
- 1938: Generalbebauungsplan der Hauptstadt Breslau (in Zusammenarbeit mit Günther Trauer)
- 1940: Entwurf für den Umbau des Schloßplatzes und der mittleren Schweidnitzer Straße in Breslau zum Kulturforum[5]:S. 28–31[2]
- nach 1945: Siedlung Heilsberg, Bad Vilbel[4]
- 1948–1953: große Bereiche der Siedlung Frankfurter Berg, Frankfurt (in Zusammenarbeit mit Johannes Krahn)